# Hitomi Shimatani
Hitomi Shimatani (島谷 ひとみ Shimatani Hitomi?,  nombre real: 島谷 瞳, 4 de septiembre de 1980) es una cantante de J-Pop originaria de la ciudad de Kure en la Prefectura de Hiroshima, Japón.

## Biografía

### Inicios
Sus primeros pasos en el mundo de la música los dio en 1997 donde fue escogida en un casting llamado Japan Audition 1997 donde elegirían a una aspirante a cantante. Hitomi fue la elegida entre unas 200 aspirantes que se inscribieron, pero no empezó a tomar clases de canto para perfeccionarse hasta 1999, porque su prioridad en ese tiempo era terminar sus estudios. Cuando ya se hubo graduado en secundaria, en julio de 1999, Hitomi lanzó su primer sencillo bajo el sello Avex, "Osaka no Onna", una canción del tipo de música denominado Enka. A pesar de que la canción fue todo un éxito, número 1 en las listas Enka de Oricon, y siendo alabada por críticos de música tradicional aparte de algunos premios por su interpretación, este tipo de música no le atraía mucho a la artista, por lo que al poco tiempo decidió desligarse del Enka y empezar a adentrarse en terrenos más ligados al J-Pop. Y así en el año 2000 lanzó su segundo sencillo llamado "Kaihōku", una canción mucho más pop que logró algo más de popularidad entre los adolescentes que su trabajo anterior pero sin llamar mucho la atención. Pero el éxito más próspero no llegó hasta los primeros meses del 2001 con el lanzamiento de su tercer single titulado "Papillon", una versión en japonés de la canción de Janet Jackson "Doesn't Really Matter'", la cual se convirtió en su primer gran éxito, logrando ventas superiores a las 200.000 copias y catalogándose hasta hoy como uno de sus sencillos más populares, junto con el álbum del mismo nombre -su primer álbum original de estudio, 'PAPILLON', que fue lanzado algunos meses más tarde.

### Consolidación
El año 2002 fue importante en la carrera de Hitomi. Con su sencillo "Shanty", utilizado como tema principal del dorama llamado Pretty Girl, llega al número 7 del Oricon de música en general, convirtiéndose esta en la primera vez que logra llegar al Top 10 de las listas. Y pocos meses después, su sencillo "Amairo no Kami no Otome", cover del éxito de finales de los años sesenta, perteneciente a la banda Village Singers, se convierte en un éxito masivo, llegando al número 4 de las listas, y permaneciendo en el primer lugar de los Oricon Karaoke Charts durante más de 18 semanas. Convirtiéndose en su primer trabajo que logra penetrar en el Top 5 de las listas de Oricon, con más de 340.000 copias vendidas sólo en Japón, este tema se convirtió también en el sencillo más exitoso de toda la carrera de Hitomi, y en uno de sus clásicos. 
Todos estos éxitos se materializan en el segundo álbum de estudio, Shanty, que se convierte en el primero de sus trabajos que logra llegar al primer lugar de Oricon, llegando a vender 430.000 copias. A finales del 2002 gana varios premios otorgados a la música japonesa, incluido el Nihon Record Taishō, y es también invitada por primera vez a participar en el programa de televisión más popular de finales de año en su país: el Kōhaku Uta Gassen. Tras esto, sería invitada cuatro años consecutivos más a Kōhaku.
En el año 2003 comienzan a dar frutos tanto los esfuerzos realizados en la música como también en la actuación. Todos sus trabajos lanzados este año debutan dentro del Top 10, y sus  sencillos "Genki wo Dashite" y  "Perseus" se convierten en uno de los grandes éxitos de ese año. Por el primero de estos temas fue invitada a participar nuevamente a Kōhaku, y por el segundo, tema de grandes influencias del J-Pop y la electrónica, recibió varios premios incluido el que fue su segundo Japan Record Award de reconocimiento a sus trabajos musicales.
A su vez, en su faceta como actriz, debuta en el dorama Boku Dake no Madonna, así como también debuta como seiyū para la película Doraemon: Nobita no Wannyan Jikūten. Para la película, y también en la versión anime de Doraemon, Hitomi también facilitó su sencillo "YUME Biyori" para que fuera uno de los endings de ese año. Éste fue su primer tema utilizado dentro de un anime. En agosto de este año lanza su tercer álbum original de estudio, GATE ~escena III~, en el cual comienza a incursionar más en elementos de música electrónica. El álbum fue todo un éxito, llegando al número 2 de las listas de Oricon, y consiguiendo un disco de oro al poco tiempo. Aprovechando esto también comienza la primera gira nacional de Hitomi, Hitomi Shimatani 1st Live Tour 2003, donde se presentó por todo su país en un total de diecisiete distintas locaciones.
Su primer álbum de grandes éxitos que resumía la primera parte de su carrera como cantante pop, el cual recibió el título de "Delicious! The Best of Hitomi Shimatani", fue lanzado el día de Navidad de ese año. En su primera semana a la venta llegó al primer lugar del Oricon, llegando a catalogarse de disco de platino con ventas de poco menos del medio millón de copias vendidas. El 2004 continuaría como cantante y actriz, lanzando varios sencillos exitosos como "Viola", tema con fuertes influencias de la música oriental, "Jewel of Kiss", donde en la famosa escena del beso en comerciales de Sangi promocionando esta canción llegó a aparecer en los diarios nipones, y su primer single de doble cara A "ANGELUS/Z!Z!Z! -Zip!Zap!Zipangu!-", el primero de estos con influencias de música latina que también fue utilizado como opening del popular anime InuYasha. Como actriz articipa en su primer musical, Star Tanjyō (Nace una Estrella), donde comparte escenario con figuras como Yukie Nakama y Eriko Imai, el cual fue estrenado el mismo día que su single "Viola" era lanzado al mercado.
En septiembre se lanza al mercado el álbum "Tsuioku+LOVE LETTER", el cual llegó al séptimo puesto de las listas la semana de su lanzamiento, con poco más de 100.000 copias vendidas. Y pocas semanas después comienza su segunda gira nacional por su país HITOMI SHIMATANI CONCERT TOUR 2004, donde se incluyeron seis locaciones más que el año anterior por la ascendente demanda de ver a la joven cantante desempeñarse en vivo.

### Elcrossover
Ya en el 2005 Hitomi regresa nuevamente fuerte lanzando a finales de enero su segundo sencillo de doble cara A, "Garnet Moon", ambos de la banda sonora del exitoso videojuego Another Century's Episode de Playstation, que llevó a convertir este trabajo en un gran éxito que superó las 80.000 unidades vendidas. Posteriormente la cantante estrena un estilo mezcla entre música pop y música clásica, reflejado en su primer álbum conceptual que fue titulado "Crossover", donde varios de sus éxitos fueron rearreglados con toques clásicos, así como también fueron incluidos temas inéditos. Sin embargo, y pesar de ser considerado uno de los mejores y más estilizados trabajos de Hitomi, las ventas comienzan a bajar desde este punto de su carrera, y comienza con "Crossover", que se convierte en su primer disco que no llega a entrar al Top 10 de Oricon, y que vende menos de 50.000 copias.
Su siguiente lanzamiento después de esto fue "~Mermaid~", tema que influenciado fuertemente por el movimiento del "Crossover", llega a vender poco más de 20.000 copias (su segundo sencillo menos exitoso después de "Jewel of Kiss", que fue el que tuvo menos impacto en el mercado). Pero posteriormente el "Crossover" comienza a ser más apreciado, lo que se ve reflejado en "Falco", que fue el primer opening del anime Ueki no Hōsoku, o como es más conocido "The Law of Ueki". Su siguiente single lanzado a comienzos de agosto, que tuvo una recuperación notable en las ventas de Hitomi, vendiendo 36.000 copias, y llegando casi al Top 10 de Oricon. Sólo dos semanas después de lanzarse este sencillo se lanza el sencillo aniversario -el n.º 20- de Hitomi, la balada titulada "Mahiru no Tsuki", que se convierte lamentablemente en su trabajo menos exitoso desde los tiempos de su debut. En octubre es lanzado el quinto álbum original de estudio, "Heart & Symphony", el disco que presenta casi en su totalidad la mezcla entre lo clásico y lo pop, y que debuta a Hitomi en el número 7 de las listas con casi 50.000 copias vendidas.
En el 2006 Hitomi lanza su tercer sencillo de doble cara A, "Haru Machibito/Camellia", el primero de los temas con influencias de música Enka, y el segundo el clásico estereotipo Crossover; una canción inspirada en el "Eine Kleine Nachtmusik" de Mozart llevado al campo del J-Pop electrónico. El sencillo por poco ni siquiera alcanza a entrar al Top 20 de las listas, a pesar de que vendió unas 2.000 copias más que el sencillo anterior. Su segundo sencillo del año, "Destiny -Taiyō no Hana-/Koimizu -tears of love-", también de doble cara y el primero de la artista en ser lanzado en formatos CD y CD+DVD, corre mejor suerte, recuperando algo las ventas de Hitomi con un debut de cinco puestos más arriba que el anterior en las listas, y las ventas de éste duplicadas. "Destiny" es el cuarto tema de Hitomi utilizado en una serie de anime, en esta ocasión de Black Jack, y "Koimizu", el segundo single escrito por ella misma desde "Yasashi Kiss wo Mitsukekata", fue el tema ending del drama de misterio Suiyō Mistery 9. Sus siguientes sencillos fueron "PASIO", tema con fuertes influencias de música de América Latina, y posteriormente ya en el 2007 "Dragonfly".

### Incursión en nuevos estilos
La etapa comienza de dejarse algo de lado, y una nueva faceta musical de Hitomi aparece, esta vez con la integración de elementos del rock como guitarras acústicas y eléctricas, batería y bajo, que se vio reflejado plenamente en "Dragonfly" y que finalmente dio origen a su sexto álbum de estudio: "PRIMA ROSA", lanzado en marzo de 2007. El álbum es considerado como uno de los más versátiles musicalmente en su carrera, fusionando elementos tanto del J-Pop, el Enka y el Pop rock, aparte de elementos crossover.
Ya terminado esto, así como también una pequeña gira promocional para el álbum, fue lanzado un nuevo sencillo titulado "Neva Eva", tema Pop rock con toques de trompetas, y con un vídeo musical de estilo cómico, donde la misma Hitomi se vio haciendo un papel de OL u Office Lady, como son conocidas las oficinistas en Japón.

### Décimo Aniversario desde su Debut y Crossover IV
Posteriormente, Hitomi lanza al mercado su primer Hibrid Álbum, para festejar su décimo aniversario, el cual se lanzó bajo el título BEST&COVERS, saliendo en su versión CD, CD+DVD. EL BEST contiene sus singles desde Viola (Del álbum Tuioku+LOVE LETTER) hasta SMILES, exceptuando Z!Z!Z!-Zip!Zap!Zipangu!, Koimizu ~Tears of Love~ y Camellia, los cuales fueron segundos Side A de ANGELUS, DESTINY -Taiyou no Hana- y Haru Machibito, respectivamente.
El COVERS contiene 10 tracks covers incluyendo sus sencillos Papillon, Amairo no Kami no Otome, y Genki wo Dashite, también Sing a Song for Everybody, el track extra del primer BEST "Delicious -The Best of Hitomi Shimatani-.
El único PV promocional del Hibrid fue Nagai Aida, en el cual no participa Hitomi, siguiendo con la modalidad de DORAMA, como en Nakitai Narai y SMILES.
En 2009, para celebrar sus diez años desde su debut con Osaka no Onna, Hitomi es invitada por avex para el a-nation´09 en la actuación de Osaka, el 29 de agosto, donde interpretó sus temas clásicos como Amairo no Kami no Otome, papillon y Samba -del Covers album- y Neva Eva. La actuación de Hitomi no fue transmitida por televisión ni en la edición DVD del evento, lo cual ha provocado furor entre sus admiradores.
Celebró su décimo aniversario con sus ya clásicos conciertos crossovers.
Durante el resto del año no existió mayor movimiento de parte de Hitomi, por lo que su popularidad fue cayendo.
A principios del 2010 -27 de enero- lanza su nuevo álbum de versiones, siguiendo la temática del Otoko Uta. El nuevo álbum, llamado Otoko Uta II -Seiki Nostalgia- debuta en el #19 del Oricon por debajo del álbum de misono, manteniéndose en el puesto #22 al segundo día. Luego en octubre lanzaría un nuevo single cover titulado "Mayonaka no Guitar", un sencillo que marco el regreso de BOUNCEBACK en la vida musical de Hitomi, al ser las autoras del side-b "Futari no Sora".
El 2011 se marca con el lanzamiento de un nuevo single original "Kantan ni Ietanara" el 16 de febrero y seguidamente a principios de marzo, el lanzamiento de un nuevo DVD "Crossover IV -Premium meet Premium-".

## Música y estilo
El evidente gran interés de Hitomi por aspectos ajenos a su propia cultura, como poner títulos Latín a varios de sus temas, como sus sencillos "Perseus" (Perseo) o "Falco" (Halcón), o inclusive títulos en español como "La Fiesta" o "bella flor" y El Dorado. En inglés también podemos ver a A.S.A.P. -as soon as possible- (tan pronto como sea posible), Garnet moon, ~mermaid~ (sirena), recientemente SMILES (Sonrisas)y su lado b Stay with me (Estas junto a mi), Jewel of Kiss también en francés como C´es la vie -Así es la vida-, su aclamado papillon -Mariposa- y Marvelous -Maravilloso. Y no sólo es en los títulos, desde sus inicios también ha lanzado numerosas canciones de Pop con influencias de música latina, partiendo desde su segundo sencillo "Ichiba ni Ikou". En el 2005 Hitomi fue la que recibió al cantante Juanes en la Embajada de Colombia cuando éste fue a promocionar su segundo álbum a Japón, mostrando una gran respeto hacia la música latina a pesar de la barrera del idioma.
Además ha sido reconocida por fanáticos de todo el mundo que gustan del anime y de videojuegos por siempre estar aportando música en ellos: "YUME Biyori" para una OVA de Doraemon, "ANGELUS", para Inuyasha, "Destiny -Taiyo no Hana-" para Black Jack 21, "Garnet Moon" perteneciente al videojuego Another Century's Episode para la consola PlayStation 2), entre varias otras, SMILES para la película Parallel y Stay with me como ending del anime deportista Major.
Poco a poco el estilo de Hitomi Shimatani ha ido evolucionando, y también haciéndose más sofisticado, y siempre se le ha considerado como conservadora, siendo muy poco usual verla con atuendos considerados eróticos. En el año 2005, como ella lo define, su Concept Album (álbum conceptual) titulado "crossover"  la cantante traspasó un límite entre el Pop y llegar hasta la música clásica, incluyendo a varios de sus éxitos instrumentos clásicos, en los que participaron importante entidades musicales de este rubro como son The Berlin Score Orchestra de Alemania y la Tokyo-Ney City Orchestra de Japón, con el importante conductor de orquestas Daisuke Soga también involucrado en el proyecto. En el año 2006 la cantante regresó nuevamente a este estilo, organizando dos conciertos por las ciudades más importantes de Japón, de la gira para "crossover II", donde varios de sus clásicos fueron re-arreglados al estilo clásico y nuevas canciones fueron presentadas.
Lo más llamativo del estilo de Hitomi es la gran versatilidad de su voz para todos los géneros, pues se escucha tan encantadora tanto en ANGELUS -latino-, FALCO -con toques hindúes-, Kokoro -orquesta-, Camellia -CAMERIA- la mayor exposición de su estilo crossover con ~MERMAID~y sin olvidar sus orígenes en el Enka con "Osaka no Onna".
Es por eso que sus fanes saben a que atenerse con ella, pues en cada nuevo single ella puede innovar con un nuevo estilo musical, pero existen algunos fanes que se sienten defraudados por el hecho de que Hitomi se va alejando de su estilo original.
En el 2009 Hitomi lanza el que ha sido su último single hasta la fecha "SMILES", el cual al ser lanzado al mercado y al promocionar la película japonesa "Parallel" dio ocasión a realizar una boda ficticia con el ganador del concurso cuyo pase venia en el sencillo de SMILES.

## Discografía

### Álbumes

#### Estudio
```
Album Originales
```

| Album Información                                                                                   | Copias vendidas |
| --------------------------------------------------------------------------------------------------- | --------------- |
| PAPILLON - 1st Album - Lanzamiento: 27 de junio de 2001 - Posición Oricon top200: #7                | 147,000         |
| SHANTI - 2nd Album - Lanzamiento: 12 de junio de 2002 - Posición Oricon top200: #1                  | 433,000         |
| Gate~scena III~ - 3rd Album - Lanzamiento: 6 de agosto de 2003 - Posición Oricon top200: #2         | 194,000         |
| Tsuioku+Love Letter - 4th Album - Lanzamiento: 1 de septiembre de 2004 - Posición Oricon top200: #7 | 107,000         |
| Heart&Symphony - 5th Album - Lanzamiento: 12 de octubre de 2005 - Posición Oricon top200: #7        | 47,524          |
| Prima Rosa - 6th Album - Lanzamiento: 7 de marzo de 2007 - Posición Oricon top200: #16              | 21,000          |
| Flare - 7th Album - Lanzamiento: 16 de julio de 2008 - Posición Oricon top200: ??                   | ????            |

#### Otros
- Poinsettia ～Amairo Winter Memories～ (Poinsettia ～亜麻色ウィンターメモリーズ～?) (Mini álbum) (27 de noviembre de 2002)
- Delicious! ～Best of Hitomi Shimatani～ (Best Album) (25 de diciembre de 2003)
- crossover (Special Concept Album) (23 de febrero de 2005)
- Otoko Uta ~cover song collection~  (Álbum de cover de artistas masculinos)  (5 de diciembre de 2007)
- BEST&COVERS Debut 10th anniversary
- Otoko Uta II ,~Seiki NOSTALGIA~ (27 de enero) de (2010)

### Singles
1. Osaka no Onna (大阪の女?) (28 de julio de 1999)
2. Kaihoku (解放区?) (27 de septiembre de 2000)
3. Papillon (パピヨン ～papillon～?) (7 de febrero de 2001)
4. Ichiba ni Ikou (市場に行こう?) (30 de mayo de 2001)
5. Yasashii Kiss no Mitsukekata (やさしいキスの見つけ方?) (12 de septiembre de 2001)
6. Shanty (シャンティ?) (30 de enero de 2002)
7. Amairo no Kami no Otome (亜麻色の髪の乙女?) (9 de mayo de 2002)
8. Amairo Maxi (亜麻色マキシ Amairo Makishi?) (10 de julio de 2002)
9. Itsu no Hi ni Ka... (いつの日にか・・・?) (23 de octubre de 2002)
10. Akai Sabaku no Densetsu (赤い砂漠の伝説?) (26 de febrero de 2003)
11. Genki wo Dashite (元気を出して?) (4 de junio de 2003)
12. Perseus (Perseus－ペルセウス－?) (16 de julio de 2003)
13. YUME Biyori (YUME日和?) (6 de noviembre de 2003)
14. Viola (17 de marzo de 2004)
15. Jewel of Kiss (12 de junio de 2004)
16. ANGELUS／Z!Z!Z!－Zip!Zap!Zipangu!－ (ANGELUS－アンジェラス－／Z!Z!Z!－Zip!Zap!Zipangu!－?) (12 de agosto de 2004)
17. Garnet Moon／Inori (Garnet Moon／祈り?) (26 de enero de 2005)
18. ～Mermaid～ (15 de junio de 2005)
19. Falco (Falco－ファルコ－?) (10 de agosto de 2005)
20. Mahiru no Tsuki (真昼の月?) (31 de agosto de 2005)
21. Haru Machibito / Camellia (春待人 / Camellia－カメリア－?) (15 de marzo de 2006)
22. Destiny－Taiyo no Hana－ / Koimizu－tears of love－ (Destiny－太陽の花－ / 恋水－tears of love－?) (7 de junio de 2006)
23. PASIO (PASIO～パッシオ?) (15 de noviembre de 2006) - #12 10.262 copias vendidas
24. Dragonfly (21 de febrero de 2007)
25. Neva Eva (6 de junio de 2007)
26. Shinku / Ai no Uta (深紅 / 愛の詩?) (5 de septiembre de 2007)
27. Nakitai Narai - Nakitai Nara? (?) (19 de marzo de 2008)
28. CD  Ame no Hi ni wa Ame no Naka wo Kaze no Hi ni wa Kaze no Naka wo (雨の日には 雨の中を 風の日には 風の中を (?) (25 de junio de 2008)CD + DVD WAKE YOU UP/Ame no Hi ni wa Ame no Naka wo Kaze no Hi ni wa Kaze no Naka wo/Marvelous  WAKE YOU UP/雨の日には 雨の中を 風の日には 風の中を/Marvelous (?) (25 de junio de 2008)
29. SMILES (?) (4 de marzo de 2009)

### DVD
- 8colors CLIPS+LIVE (23 de octubre de 2002)
- Vibration!～LIVE & CLIPS～ (17 de marzo de 2004)
- CONCERT TOUR 2004 - Tsuioku＋LOVE LETTER (追憶+LOVE LETTER?) (22 de diciembre de 2004)
- Special Live "crossover" (15 de junio de 2005)
- VISUAL WORKS 2004～2006 (15 de marzo de 2006)
- Premium Live 2005 -Heart&Symphony&More- (15 de marzo de 2006)
- Special Live "crossover II" (13 de diciembre de 2006)
- PRIMA ROSA

## Cine
En 2003 participó en la serie de televisión Boku dake no Madonna y en 2006 en la película Tennis no oujisama.En 2009, tuvo una pequeña aparición, como ella misma, en el episodio treinta de la serie K-tai Investigator 7. Hitomi continuó su incirsión en el cine a principios del 2009 con la película Parallel. Parallel (パラレル) está basada en la vida real de Kazuyuki Kyoya (Jun Kaname) un jugador de fútbol de la J-League, cuyas piernas quedaron paralizadas en un accidente de coche en 1993, obligándolo a dejar el deporte. A pesar de la tragedia, él decide ser un modelo a seguir convirtiéndose en un miembro del equipo de baloncesto japonés de sillas de ruedas. Yoko (Hitomi Shimatani) es la esposa de Kyoya y quien lo apoya en todo momento.